# Beiyang
Il termine Beiyang (; pinyin: Běiyáng; Wade-Giles: Peiyang; significa 'Oceano del Nord') ebbe origine verso la fine della dinastia Qing, e si riferisce all'area costiera della provincia di Zhili (cinese tradizionale:直隸, cinese semplificato: 直隶, pinyin: Zhílì) (oggi Hebei), Liaoning e Shandong nel nord-est della Cina.
Il capo del Beiyang (北洋通商大臣) era il Viceré di Zhili. Le sue principali responsabilità erano i rapporti commerciali e occasionalmente gli affari esteri.